# トレモント・アベニュー駅
トレモント・アベニュー駅（英語: Tremont Avenue）はニューヨーク市地下鉄INDコンコース線の駅である。ブロンクス区トレモントのグランド・コンコースとイースト・トレモント・アベニューの交差点北側に位置し、B系統がラッシュ時のみ、D系統が終日停車する。

## 駅構造
| G          | 地上階                                     | 出入口 |
| M          | 改札階                                     | 改札口、駅員詰所、メトロカード/OMNY自動販売機 |
| P ホーム階 | 北行緩行線                                 | ← ラッシュ時のみ：ベッドフォード・パーク・ブールバード駅行き（182丁目-183丁目駅） ← ラッシュ時一部列車：キングスブリッジ・ロード駅行き（フォーダム・ロード駅） ← ラッシュ時以外：ノーウッド-205丁目駅行き（182丁目-183丁目駅） |
| P ホーム階 | 島式ホーム、到着番線に応じた側の扉が開く。 | |
| P ホーム階 | 急行線                                     | ← 夕ラッシュ時：ノーウッド-205丁目駅行き（フォーダム・ロード駅） → 朝ラッシュ時：コニー・アイランド-スティルウェル・アベニュー駅行き（145丁目駅）→                                                                             |
| P ホーム階 | 島式ホーム、到着番線に応じた側の扉が開く。 | |
| P ホーム階 | 南行緩行線                                 | → ラッシュ時のみ：ブライトン・ビーチ駅行き（174丁目-175丁目駅）→ ラッシュ時以外：コニー・アイランド-スティルウェル・アベニュー駅行き（174丁目-175丁目駅）→                                                                     |

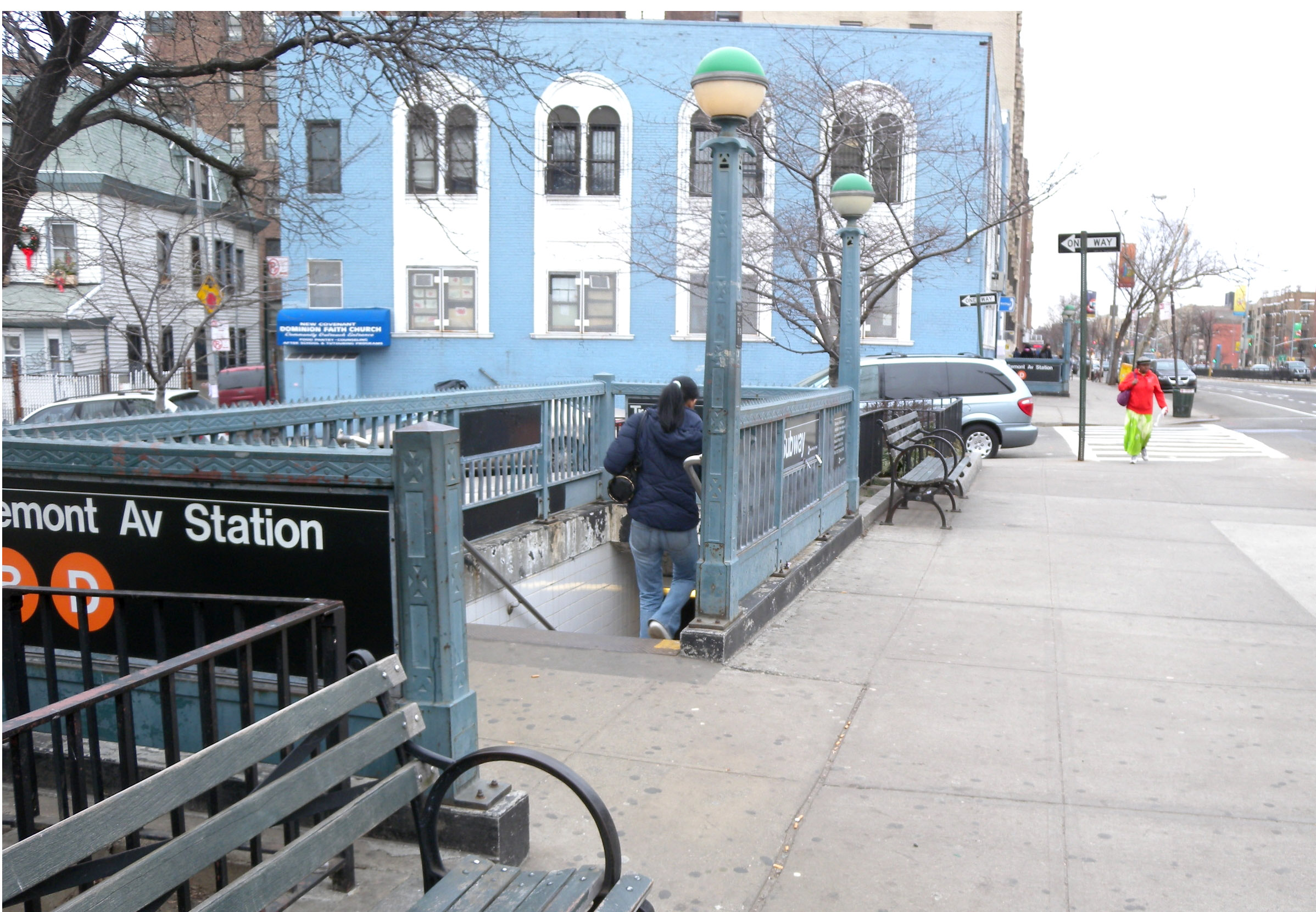
入口

駅は緩行線2線と急行線1線、島式ホーム2面を有した2面3線の地下駅である。南北緩行線はラッシュ時にB系統が、その他時間帯にD系統が使用し中央の急行線はラッシュ時にD系統が使用する。駅タイルは赤色である。
駅にはフランク・レスリー・ハンプトンが制作した『Uptown New York』というアートワークが2000年から飾られている。このアートワークはこの駅の改札階全体に渡るほどの大きさで、終日開いている駅南側の改札口で見ることができる。
2020年-2024年MTA投資計画にてエレベーターの設置計画が公表され、2024年2月27日に供用開始した。

### 出入口
駅は南北に改札階が分かれているが1999年の駅の改装以前はこの2つは繋がっており1つの改札階を構成していた。改札口は南北2ヶ所にある。南側は終日開いており、トレモント・アベニューへと出ることができる。反対の北側は一部時間帯のみ開いていて179丁目へと出ることができる。
また、各ホーム中央には社員専用区画行きの階段があるが、通行はできない。
- 階段1つ、グランド・コンコースとエコー・プレースの交差点北東[5]。
- 階段1つ、グランド・コンコースとエコー・プレースの交差点北西[5]。
- 階段1つ、グランド・コンコースとエコー・プレースの交差点南西[5]。
- エレベーター1基、グランド・コンコースとエコー・プレイスの交差点南東。
- 階段1つ、グランド・コンコースと東179丁目の交差点北東[5]。
- 階段1つ、グランド・コンコースと東179丁目の交差点南西[5]。